# Élections sénatoriales américaines de 2022 en Floride
L'élection sénatoriale américaine de 2022 en Floride a eu lieu le 8 novembre 2022 pour élire le sénateur américain représentant l'État de Floride. Le sénateur républicain sortant Marco Rubio a été réélu, battant la candidate démocrate Val Demings. Rubio a été élu pour la première fois en 2010, occupant le siège du sénateur George LeMieux. Rubio a été réélu pour un troisième mandat, devenant ainsi le premier républicain à le faire dans l'histoire de la Floride.